# Sam McDaniel (cestista)
Samuel McDaniel, detto Sam (Hobart, 9 dicembre 1995), è un cestista australiano.

## Palmarès
- Campionato australiano: 1

Melbourne United: 2020-21